# Леонор Телес (редитељка)
Леонор Телес је португалска редитељка.

## Биографија
Рођена је 1992. године у Португалији, има двоје браће и сестара. Она је Ромкиња са очеве стране.
Дипломирала је Факултет драмских уметности, са специјализацијом за филмско стваралаштво и кинематографију, у Лисабону и магистрирала аудиовизуелну уметност и мултимедије политехничког института.
Њен први комерцијални филм био је Rhoma Acans, документарни филм снимљен као школски пројекат, где је истраживала своје ромске корене. Након дипломирања, њен први филм био је Balada de um Batráquio (Batrachian's Ballad).

## Филмографија
Била је редитељка следећих филмова:
- As Coisas dos Outros (2012), кратки документарни филм;
- Rhoma Acans (2012), кратки документарни филм;
- Estranhamento / Estrangement (2013), кратки филм;
- O Sítio Onde as Raposas Dizem Boa Noite (2014), кратки филм;
- Otorrinolaringologista (2015), кратки филм;
- Balada de um Batráquio / Batrachian’s Ballad (2015), кратки документарни филм;
- Verão Danado  (2017);
- Terra Franca / Ashore (2018), документарни филм;
- Filomena (2019), кратки филм;
- Cães que Ladram aos Pássaros / Dogs Barking at Birds (2019), кратки филм;
- Cenas de Família (2017—2019), 18 епизода ТВ серије.